# Natalis Cordat
Œuvres principales
Noëls
L'abbé Natalis Cordat (Cussac, avant 1610-1663 ; Natalís Cordat en occitan) est un religieux, poète de langue occitane  et française et un compositeur de l'époque baroque originaire du Velay. Peu de détails de sa vie sont connus ; vicaire, on le désigne comme « abbé ».

## Éléments biographiques
Il est l'auteur de Noëls (nadaus en occitan) en langue d'oc et en français composés entre 1631 et 1648. Dans ce registre il est à rapprocher du provençal Nicolas Saboly, le "Noël" faisant office de genre caractérisé au cours de cette période dans la littérature occitane, Robert Lafont précise que "Par le Noël, certaines provinces occitanes qui ne donnent rien d'autre, rejoignent la littérature occitane. C'est le cas du Velay avec Natalis Cordat […]". Il est à noter qu'à la même époque, un recueil de Noëls auvergnats attribués en première page à trois auteurs (F. Pezant, Cosson, Alacris) fut également publié.
Son œuvre conservée à la bibliothèque du Patrimoine de Clermont Auvergne Métropole à Clermont-Ferrand, a été partiellement enregistrée au cours des années 2000. Elle compte 65 "Noëls" dont 14 en occitan du Velay. L’œuvre intégrale de Natalis Cordat a été publiée en 2024 sous la direction de Didier Perre. 

### Éditions des œuvres de Natalis Cordat
- Cordat, Natalis. Recueils de Noëls vellaves, par l'abbé Natalis Cordat, 1631-1648, publiés avec introduction et notes, par l'abbé J.-B. Payrard. Freydier : Le Puy-en-Velay, 1876.
- Cordat, Natalis (Gourgaud, Yves, éditeur). Nadaus 1632-1648. Lo Puei [Le Puy-en-Velay] : Institut d'études occitanes, 1976.
- Cordat, Natalis (Quesnel Chalelh, Hervé, éditeur). Noëls Nouveaux de Natalis Cordat de Cussac-sur-Loire (XVIIe siècle), 82 pages, publiés par Les Cahiers de la Haute-Loire, Le Puy-en-Velay, 2004.
- Cordat, Natalis (Perre, Didier, éditeur). Les mélodies des noëls de Natalis Cordat (1610 ?- 1663). Premiers résultats,  30 pages, publiés par Les Cahiers de la Haute-Loire : Le Puy-en-Velay, 2004.
- Didier Perre, Hervé Quesnel et Martin de Framond (préf. Georges Escoffier), Natalis Cordat, Noëls nouveaux (1631-1648) : un chansonnier baroque à Cussac, en Velay, Le Puy-en-Velay, Cahiers de la Haute-Loire, 2024, 284 p. (ISBN 978-2-9549851-4-5) (édition intégrale commentée de l’œuvre de Natalis Cordat)

### Édition des Noëls auvergnats de Pezant, Cosson et Alacris
- F. Pezant - Cosson - Alacris. Noëls Nouveaux et chant pastoral des Bergers auvergnats, pour la nativité de Ne Seigneur Iésus-Christ, composés en auvergnat par M F. Pezant, Cosson, Alacris, le Curé Bourg, et nouuellement augmentés par plusieurs autres. Clermont [Clermont-Ferrand] : Iean Barbier, 1653. Édition disponible en ligne sur le site gallica.bnf.fr